# Paradyż (województwo łódzkie)
Paradyż (dawniej Paradyz) – wieś w Polsce położona w województwie łódzkim, w powiecie opoczyńskim, siedziba gminy Paradyż.
Wieś jest siedzibą rzymskokatolickiej parafii  Przemienienia Pańskiego. Kościół parafialny Przemienienia Pańskiego i św. Michała Archanioła jest jedynym w diecezji radomskiej sanktuarium poświęconym Chrystusowi cierpiącemu.

## Historia
Założony w II połowie XVII wieku przy klasztorze bernardyńskim we wsi Wielka Wola. Barokowy zespół kościelno-klasztorny z kościołem Przemienienia Pańskiego i św. Michała Archanioła wybudowanym w latach 1747–1757, trójnawowym, bazylikowym. We wnętrzu bogate wyposażenie, osiemnastowieczne portrety, nagrobki i epitafia, przed kościołem – odpustowy dziedziniec.
14 października 1943 roku oddział Gwardii Ludowej im. Bema przeprowadził akcję rozbrojenia miejscowego posterunku policji.
Podczas okupacji hitlerowskiej, w styczniu 1942 roku Niemcy utworzyli getto dla żydowskich mieszkańców. Przebywało w nim około 300 Żydów. W październiku 1942 zostali wywiezieni do getta w Opocznie, a stamtąd do obozu zagłady Treblinka II i tam zamordowani.
Do 1954 roku Paradyż był siedzibą gminy Wielka Wola. W latach 1975–1998 miejscowość położona była w województwie piotrkowskim.
W pobliżu wsi występują formy krasowe, m.in. zapadliska.
W Wielkiej Woli nieopodal Paradyża znajduje się jeden z pięciu zakładów Grupy Paradyż – firm zajmujących się produkcją ceramiki budowlanej – płytek ceramicznych i terakoty (Paradyż ceramika)

## Zabytki
Według rejestru zabytków NID na listę zabytków wpisane są obiekty:
- zespół klasztorny bernardynów, XVIII-XIX, nr rej.: 308 z 01.12.1956 oraz 342 z 21.06.1967:
  - kościół parafialny pw. Przemienienia Pańskiego i św. Michała Archanioła
  - klasztor
  - krużganki
  - park, nr rej.: 361 z 3.07.1986 i z 20.09.1993, obecnie to park im. Jana Pawła II